# Selden (Kansas)
Selden è un comune degli Stati Uniti d'America, situato nello Stato del Kansas, nella contea di Sheridan.